# Арсеньев, Василий Сергеевич (вице-губернатор)
Васи́лий Серге́евич Арсе́ньев (1883, София — 1947, Брюссель) — псковский вице-губернатор, историк, генеалог, тайный советник.

## Биография
Родился 14 (26) марта 1883 года в Софии в семье дипломата Сергея Васильевича Арсеньева, получил имя в честь деда Василия Сергеевича, так что стал его полным тёзкой.
После одного из приездов родителей в Россию, был определён в 5-ю московскую гимназию, которую успешно окончил. В 1901 году с золотой медалью окончил курс в Лицее в память цесаревича Николая. Продолжил учебу на его университетском отделении, после окончания которого получил должность при Московском Главном архиве МИДа, а в ноябре 1904 года стал чиновником особых поручений при Владимирском губернаторе. В 1905 году был избран в действительные члены Владимирской губернской учёной архивной комиссии.
Около полугода служил советником юридического отделения Седлецкого губернского правления. В 1906 году стал штатным сотрудником Министерства иностранных дел; с марта 1908 года — советник Витебского губернского правления. По его инициативе в Витебске в 1909 году была организована губернская учёная архивная комиссия, а он сам был избран её первым председателем и организовал издание первого тома «Трудов» комиссии.
Арсеньев активно участвовал в деятельности различных центральных научных обществ и их губернских отделений; был членом кружка ревнителей памяти Отечественной войны 1812 года, Русского географического общества, Московского археологического института, Русского военно-исторического общества.
С августа 1910 года был членом Тульского губернского присутствия. Здесь он стал членом Тульской палаты древностей, губернского статистического комитета, общества любителей естествознания, а также членом Белевского научно-образовательного и художественного общества. В 1913 году стал членом тульского отделения Общества защиты и сохранения памятников искусства и старины и вошёл в число главных организаторов Тульской губернской учёной архивной комиссии, вопрос о создании которой поднимал ещё в 1888 году его родной дядя — чиновник особых поручений при Тульском губернаторе Ю. В. Арсеньевe.
В 1916 году был назначен на должность вице-губернатора Псковской губернии.
В июле 1919 года начал работать переводчиком Высшей Школы Военной Маскировки (ВШВМ), но 23 июля был арестован, как писала в заявлении движению «Политический Красный Крест» (ПКК) его сестра: «…арестован был по личному ордеру в качестве заложника, за служебное прошлое — до революции 1917 года он состоял вице-губернатором Псковской губернии>. В данное время он находится в заключении в концентрационном лагере в Орле…». В Орле он оказался, чтобы вывезти в Москву свою жену, Ольгу Александровну. Благодаря ходатайству двух коммунистов 12 сентября 1919 года он был освобождён и вернулся в Москву, где ему была предложена работа в Главном управлении архивными делами, но уже 20 сентября 1919 года был снова арестован. В начале декабря 1919 года, по ходатайству ПКК, он был освобождён, некоторое время работал в Главном архиве МИД, но 27 декабря 1919 года последовал новый арест: вместе с сестрой Анной его арестовали на квартире, а уже 2 января 1920 года, в рамках открытого дела, были арестованы, как заложники, его родители и сестра Вера. До суда дело не дошло, заложников вскоре освободили, но Василий Арсеньев был отпущен лишь 11 марта 1920 года. Устроился работать в Архивный институт, даже предпринимал попытки продолжить научную деятельность, но 16 ноября 1922 года, вероятно по доносу, были арестованы его сестры Анна и Вера, которые были высланы на 3 года на поселение в Архангельскую область. С августа 1923 года он работал в Румянцевской библиотеке, с 1925 года — преподавателем географии в 1-м Институте социального перевоспитания. Был уволен, явно по политическим мотивам, перебивался случайными заработками.
В конце 1920-х годов он вновь был арестован, приговорён к 3 годам и отправлен в Соловецкий лагерь особого назначения. После освобождения из лагеря он некоторое время сотрудничал с издательством «Звенья» и с Комиссией по устройству Центрального литературного музея, но уже в январе 1933 года снова арестован по обвинению в «антисоветской агитации»; 14 марта обвинения были сняты, дело прекращено и он В. С. Арсеньев был выпущен на свободу. В январе 1934 года он эмигрировал в Германию с женой, племянником А. Б. Нарышкиным (сыном расстрелянного Б. А. Нарышкина), и невесткой С. П. Нарышкиной, урождённая княжна Кантакузен — при активном содействии супруги посла Англии и с помощью немецких родственников. По сведениям составителей сборника "Обречены по рождению..." В. С. Арсеньев, его жена Ольга, урождённая Нарышкина, семья её расстрелянного в 1927 году брата Бориса, жена и сын, были выкуплены.
В 1944 году семья проживала в Брюсселе, где 22 декабря 1947 года Василий Сергеевич Арсеньев скончался.